# Rebecca Harris
Pour les articles homonymes, voir Harris.
Elizabeth Rebecca Scott Harris, née le 22 décembre 1967 à Windsor, est une femme politique britannique, membre du Parti conservateur.
Depuis 2010, elle est députée de Castle Point à la Chambre des communes.

## Éducation et Carrière
Elle est née à Windsor, Berkshire et fait ses études au pensionnat indépendant du Hampshire Bedales. Elle obtient son diplôme de la London School of Economics (BSc).
Rebecca Harris passe la majeure partie de sa carrière professionnelle avec les éditeurs de Phillimore & Co., travaillant dans l'entreposage en tant que chauffeur-livreur et représentant des ventes. En gravissant les échelons de l'entreprise, elle rejoint finalement le conseil d'administration en tant que directrice du marketing.

## Carrière politique
Elle est coordonnatrice de campagne au siège des conservateurs en 2000-2001 et responsable de la région conservatrice du nord-ouest de Londres en 2007-2008. Elle est élue députée de Castle Point en 2010 avec une majorité de 7 632 voix. Elle est réélue en 2015 avec une majorité accrue, puis à nouveau en 2017 avec une majorité considérablement accrue.
En 2012, elle est nommée par Conservative Home comme l'une des députés conservateurs d'arrière-ban fidèles, pour n'avoir voté contre le gouvernement dans aucune rébellion importante.
Elle est membre du comité des entreprises, de l'innovation et des compétences et défend le Daylight Saving Bill qui, s'il avait été adopté, aurait fait passer la Grande-Bretagne à l'heure de l'Europe centrale. Le 20 janvier 2012, la législation manque de temps pour progresser, ce qui signifie que le Royaume-Uni reste à l'heure de l'Europe occidentale. Avant le référendum de l'UE en 2016, Harris déclare son intention de faire campagne pour que la Grande-Bretagne quitte l'Union européenne.
Elle est nommée secrétaire privée parlementaire de la Secrétaire d'État pour l'Irlande du Nord, Theresa Villiers, le 28 mai 2015, puis secrétaire privé parlementaire du nouveau secrétaire d'État aux Communautés et aux Gouvernements locaux, Sajid Javid en juillet 2016.